# Salix ernestii
Salix ernestii ist eine Art aus der Gattung der Weiden (Salix) und wächst als Strauch. Die Blattspreiten haben eine Länge von etwa 11 Zentimetern. Das natürliche Verbreitungsgebiet der Art liegt in China.

## Beschreibung
Salix ernestii wächst als Strauch. Die Zweige sind anfangs grau zottig behaart und verkahlen später. Die Knospen sind lang flaumhaarig. Die Laubblätter haben einen bis zu 1 Zentimeter langen, fasrig zottig behaarten Blattstiel. Die Blattspreite ist elliptisch oder verkehrt-eiförmig-elliptisch, etwa 11 Zentimeter lang und 4 Zentimeter breit. Der Blattrand ist ganzrandig oder zur Spitze hin unscheinbar drüsig gezähnt, die Blattbasis ist gerundet bis keilförmig, das Blattende gerundet, spitz oder stumpf. Die Blattoberseite ist daunig behaart, die Unterseite fasrig samtig behaart, später selten auch verkahlend. Die Blattadern sind an beiden Blattseiten erhöht. Je Blatt werden neun bis elf seitliche Adernpaare gebildet.
Die männlichen Blütenstände sind 4 bis 5 Zentimeter lange und etwa 1 Zentimeter durchmessende Kätzchen. Der Blütenstandsstiel ist 1 bis 3,5 Zentimeter lang und trägt normale Laubblätter. Die Blütenstandsachse ist zottig behaart. Die Tragblätter sind verkehrt eiförmig oder verkehrt-eiförmig-länglich, etwa 2,5 Millimeter lang, unterseits zottig behaart und haben eine gerundete Spitze. Männliche Blüten haben zwei Nektardrüsen, wobei die adaxiale breiter als die abaxiale ist. Es werden zwei Staubblätter mit an der Basis zottig behaarten Staubfäden gebildet. Die weiblichen Kätzchen sind dünner als die männlichen und bei Fruchtreife bis zu 13 Zentimeter lang. Weibliche Blüten haben eine eiförmig-längliche adaxiale Nektardrüse, die abaxiale Nektardrüse ist sehr klein oder kann fehlen. Der Fruchtknoten ist daunig behaart. Der Griffel ist etwa 1,5 Millimeter lang und zweigeteilt. Die Narbe ist fasrig behaart und meist verdreht. Die Früchte sind etwa 6 Millimeter lange und fein behaarte Kapseln. Salix ernestii blüht beim Blattaustrieb im Mai und Juni, die Früchte reifen von Juli bis August.

## Verbreitung und Ökologie
Das natürliche Verbreitungsgebiet liegt in den chinesischen Provinzen Sichuan und Yunnan und im Autonomen Gebiet Tibet. Dort wächst sie an Berghängen in Höhen von 2700 bis 3500 Metern.

## Systematik
Salix ernestii ist eine Art aus der Gattung der Weiden (Salix) in der Familie der Weidengewächse (Salicaceae). Dort wird sie der Sektion Psilostigmatae zugeordnet. Sie wurde 1916 von Camillo Karl Schneider wissenschaftlich erstbeschrieben. Das Artepithethon ehrt den englischen Botaniker Ernest H. Wilson. Synonyme der Art sind Salix daltoniana var. franchetiana Burkill, Salix ernestii f. ernestii, Salix ernestii f. glabrescens Y.L. Chou & C.F. Fang, Salix ernestii var. wangii (Goerz) N. Chao, Salix franchetiana (Burkill) Hand.-Mazz., Salix pseudoernesti Goerz und Salix wangii Goerz.